# 金盆岭街道
金盆岭街道，是中华人民共和国湖南省长沙市天心区下辖的一个乡镇级行政单位。

## 行政区划
金盆岭街道下辖以下地区：
夏家冲社区、狮子山社区、天剑社区、黄土岭社区、涂新社区和赤岭路社区。